# Mannen med den kluvna läppen
Mannen med den kluvna läppen, i original The Man with the Twisted Lipe, är en novell av den skotske författaren Sir Arthur Conan Doyle i hans serie berättelser om detektiven Sherlock Holmes. Novellen publicerades första gången i Strand Magazine i december 1891. Berättelsen var en av Doyles egna personliga favoriter och han rankade den som den sextonde bästa bland sina Holmesnoveller. Novellen finns med i samlingen The Adventures of Sherlock Holmes.

## Handling
Sent en natt får Doktor Watson besök av en väninna till sin fru. Kvinnans man är försvunnen och hon tror att han ånyo är i en opiumhåla. Hon är mycket orolig för han har inte tidigare varit borta så länge i sträck. Doktor Watson lugnar kvinnan, och lovar henne att leta rätt på hennes man. Han beger sig till den opiumhåla kvinnan sett som mest trolig och han hittar mycket riktigt hennes man där och hjälper honom hem. Men i opiumhålan träffar han också på en förklädd Sherlock Holmes, som är mitt uppe i ett fall.
Holmes sätter in Watson i fallet. En mister Neville St. Clair är försvunnen. Fru St. Clair har berättat för Holmes att han lämnade deras lantgård på morgonen för att åka in till London för att arbeta. Fru St. Clair åkte också in till staden den dagen, men hamnade av en slump i slumkvarteren och där - på andra våningen, ovanför opiumhålan - svär hon att hon såg sin man sticka ut huvudet. Hon försökte ta sig in i huset, men stoppades av en man som svor att ingen var på övervåningen över huvud taget. Hon föstes ut på gatan igen, men hämtade polis för att återvända.
När polisen och fru St. Clair tog sig in i huset hittade de ytterligare en man, den i London välkände tiggaren Boone. Men Neville St. Clair finns ingenstans. Ett flertal indicier pekar på Boone som huvudmisstänkt och han blir fängslad. 
Holmes lutar till en början åt att Neville St. Clair är mördad och att hans kropp kastats i Themsen som flyter förbi på baksidan av huset. Flera dagar efter att St. Clair försvunnit emottar hans fru ett brev från honom. Det är Neville St. Clairs handstil i brevet, men inte på kuvertet. Holmes tänker om och åker till polishuset. Väl där tvättar han tiggaren Boone med en svamp och det visar sig att den smutsiga tiggaren i själva verket är en sminkad Neville St. Clair.
Det visar sig att Neville St. Clair har levt ett dubbelliv. På dagarna har han varit tiggare och på kvällarna och nätterna den respektabla Neville St. Clair. Han berättar att det hela började när han arbetade som journalist och skulle göra ett reportage om tiggarnas situation i London. Han hade - i sin ungdom - sysslat en del med skådespeleri, och klädde därför ut sig till tiggare för reportaget. Till sin förvåning tjänade han en rejäl slant på sitt tiggeri. När han en tid senare hamnade i ekonomiskt trångmål tog han upp tiggeriet igen, och sedan dess hade han levt sitt dubbelliv. Hans familj visste inte något om hans levebröd och han skämdes för mycket för att erkänna det och valde därför att sitta kvar i fängelset som tiggaren Boone. Holmes går med på att låta det hela vara en hemlighet, inget brott har egentligen begåtts, så länge St. Clair ger upp sitt dubbelliv.

## Filmatisering
Novellen har filmatiserats 1986 med Jeremy Brett i huvudrollen.